# Давньоєврейська мова
Давньоєврейська мова (עִבְרִית מִקְרָאִית , (Ivrit Miqra'it)ⓘ (Ivrit Miqra'it)ⓘабо לְשׁוֹן הַמִּקְרָא , (Leshon ha-Miqra)ⓘ (Leshon ha-Miqra)ⓘ), також знана як класичний іврит, є архаїчною формою єврейської мови, мови ханаанської гілки семітських мов, якою говорили ізраїльтяни в області, відомій як Земля Ізраїлю, приблизно на захід від річки Йордан і на схід від Середземного моря. Термін «іврит» не використовувався для мови в Біблії, яка згадувалася як שְֹפַת כְּנַעַן (sefat kena'an, тобто мова Ханаану) або יְהוּדִית (Єгудит, тобто Юдея), але назва використовувалася в давньогрецьких текстах і текстах на івриті Мішни.
Єврейська мова засвідчена в написах приблизно з 10 століття до н. е., і розмовний іврит зберігався впродовж та після періоду Другого храму, що закінчився облогою Єрусалиму (70 р. н. е.). Згодом мова розвинулася в іврит Мішни, яким розмовляли до п'ятого століття н. е.
Давньоєврейська мова, записана у Єврейській Біблії, відображає різні етапи єврейської мови в її семітському корені, а також систему вокалізації, яку додали масорети в середні віки. Також наявні докази регіональних діалектних варіацій, включаючи відмінності між давеньоєврейською мовою, якою розмовляють у північному Ізраїльському королівстві та в південному Королівстві Юдея. Консонантний текст був переданий у формі рукопису та зазнав редагування в період Другого Храму, але його найдавніші частини (частини Амоса, Ісаї, Осії та Міхея) можна датувати кінцем 8-го — початком 7-го століть до нашої ери.
Давноєврейська мова була написана за допомогою кількох різних систем письма. Приблизно з 12 до 6 століття до нашої ери євреї використовували палеоєврейський алфавіт. Мова була збережена самарянами, які використовують нащадкове самаритянське письмо донині. Однак імперський арамейський алфавіт поступово витіснив палеоєврейський алфавіт після вигнання до Вавилону, і він став джерелом для сучасного єврейського алфавіту. У всіх цих алфавітах не вистачало літер для представлення всіх звуків давньоєврейської мови, хоча ці звуки відображені в грецьких і латинських транскрипціях/перекладах того часу. Ці тексти спочатку позначали лише приголосні, але певні літери, відомі під латинським терміном matres lectionis, почали все частіше використовувати для позначення голосних. У середні віки були розроблені різні системи діакритики для позначення голосних у єврейських рукописах; з них тільки тиберійська вокалізація все ще широко використовується.
У давноєврейській мові була серія емфатичних приголосних, точна артикуляція яких спірна, ймовірно, абрубтивні приголосні або глоткові. Раніше давньоєврейська мова мала три приголосні, які не мали власних букв у системі письма, але з часом вони злилися з іншими приголосними. Зупинні приголосні розвинули фрикативні алофони під впливом арамейської мови, і ці звуки з часом стали незначно фонематичними. Глоткові та гортанні приголосні зазнали ослаблення в деяких регіональних діалектах, що відображено в сучасній самаритянській традиції читання івриту. Система голосних класичного івриту змінювалася з часом і по-різному відображається в давньогрецькій і латинській транскрипціях, середньовічній системі вокалізації та сучасних традиціях читання.
Давньоєврейська мова мала типову семітську морфологію з неконкатенативною морфологією, впорядковуючи семітські корені в шаблони для утворення слів. Давньоєврейська мова розрізняла дві статі (чоловічий, жіночий), три числа (однину, множину і рідко подвійну). Дієслова були позначені за голосом і настроєм і мали дві відміни, які могли вказувати на вид і/або час (предмет дискусії). На час або аспект дієслів також впливало відмінювання ו , у так званій waw-послідовній конструкції. Порядок слів за замовчуванням був дієслово–підмет–об'єкт, а дієслова відмінювалися за числом, родом і особою підмета. Займенникові суфікси можна було додавати до дієслів (щоб вказати на об'єкт) або іменників (щоб вказати на володіння), а іменники мали спеціальні конструктивні стани для використання у присвійних конструкціях.

## Номенклатура
Найдавніші письмові джерела згадують біблійний іврит як שפת כנען «мова Ханаану». Єврейська Біблія також називає мову יהודית «юдейською» В елліністичний період грецькі письмена використовують назви Hebraios, Hebraïsti, а в івриті Мішни ми знаходимо עברית «іврит» і לשון עברית «єврейська мова». Походження цього терміна неясне; припущене походження включає біблійне Ебер, етноніми Ḫabiru, Ḫapiru та ˁApiru, знайдені в джерелах з Єгипту та Близького Сходу, а також похідне від кореня עבר «пройти», що натякає на перехід через річку Йордан.  Євреї також почали називати іврит לשון הקדש «свята мова» на івриті Мішни.
Термін класичний іврит може охоплювати всі досередньовічні діалекти івриту, включаючи іврит Мішни, або він може бути обмежений івритом, який був одночасно з єврейською Біблією. Термін Біблійний іврит" стосується домішнаїстських діалектів (іноді за винятком івриту сувоїв Мертвого моря). Термін біблійний іврит може включати або не включати позабіблійні тексти, такі як написи (наприклад, Сілоамський напис), і, як правило, також включає пізніші традиції вокалізації для консонантного тексту єврейської Біблії, найчастіше ранньосередньовічної тиберійської вокалізації.